# Réseau routier des Pyrénées-Atlantiques
Le réseau routier des Pyrénées-Atlantiques correspond à l'ensemble des routes situées dans le département français des Pyrénées-Atlantiques, notamment les autoroutes, les routes nationales et les routes départementales.
Au 31 décembre 2017, la longueur totale du réseau routier du département des Pyrénées-Atlantiques est de 16 736 kilomètres, se répartissant en 192 kilomètres d'autoroutes, 88 kilomètres de routes nationales, 4 448 kilomètres de routes départementales et 12 008 kilomètres de voies communales. 

## Histoire

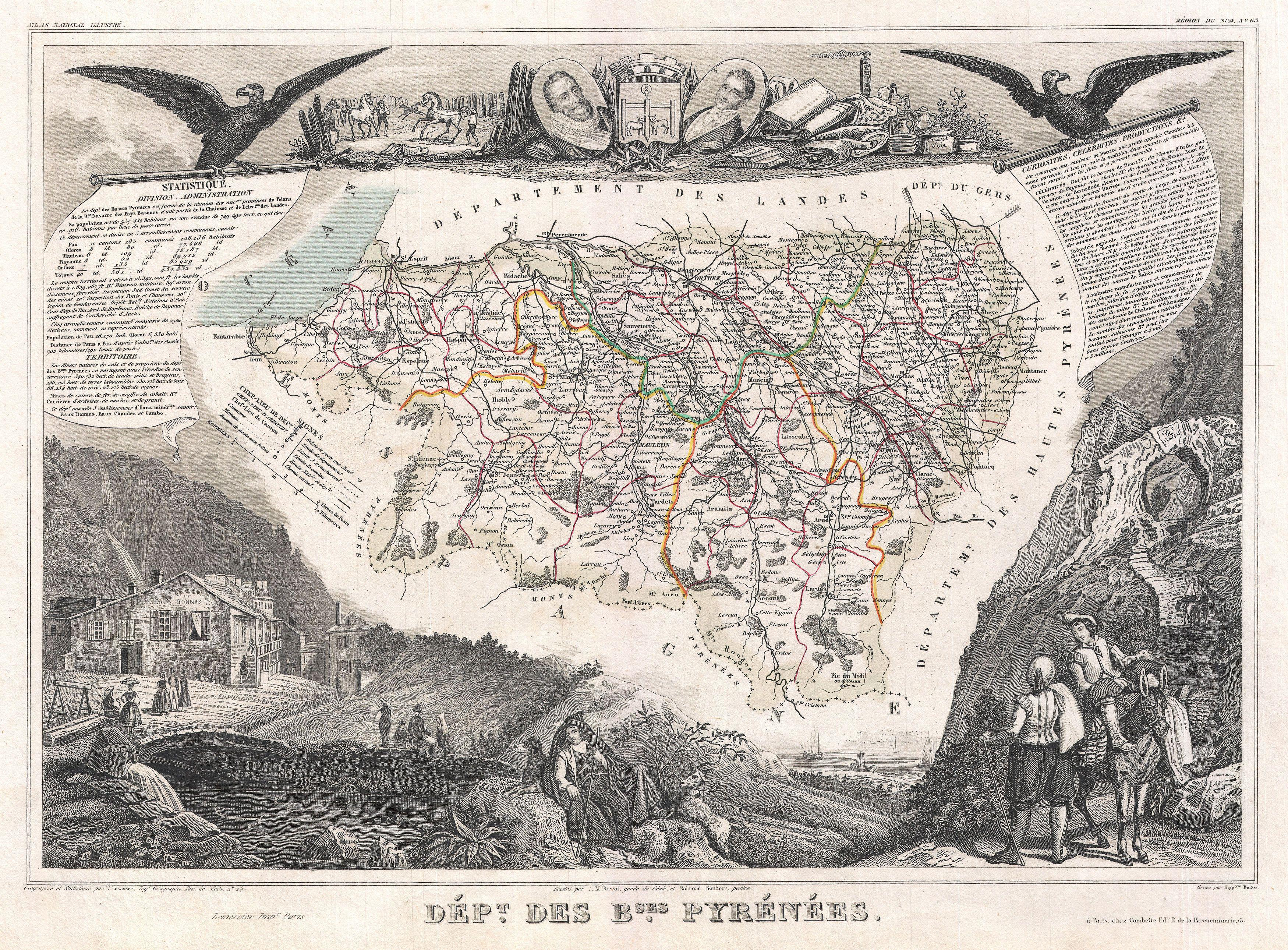
Carte Levasseur du département des Basses-Pyrénées (1852).

### XVIIIesiècle
De 1750 à 1784, l’ensemble du réseau routier est pour la première fois cartographié à grande échelle (à 1/86 400) et de manière complète par Cassini de Thury, à la demande de Louis XV. Ces cartes sont d’une grande richesse toponymique, mais d’une grande pauvreté quant à la figuration du relief et de l’altimétrie. De même les chemins secondaires sont rarement représentés, du fait d’une part de leur état médiocre, d’autre part de leur faible importance économique.

### XIXesiècle
L’Atlas national illustré réalisé par Victor Levasseur est un précieux témoignage du XIXe siècle, les cartes coloriées à la main sont entourées de gravures indiquant statistiques, notes historiques et illustrations caractéristiques des départements. Sur ces cartes sont représentées les routes, voies ferrées et voies d'eau. Par ailleurs, les départements sont divisés en arrondissements, cantons et communes.

### XXesiècle

#### Réforme de 1930
Devant l'état très dégradé du réseau routier au lendemain de la Première Guerre mondiale et l'explosion de l'industrie automobile, l'État, constatant l'incapacité des collectivités territoriales à remettre en état le réseau routier pour répondre aux attentes des usagers, décide d'en prendre en charge une partie. L'article 146 de la loi de finances du 16 avril 1930 prévoit ainsi le classement d'une longueur de l'ordre de 40 000 kilomètres de routes départementales dans le domaine public routier national.
En ce qui concerne le département des Pyrénées-Atlantiques, ce classement devient effectif à la suite du décret du 21 décembre 1930.

#### Réforme de 1972
En 1972, un mouvement inverse est décidé par l'État. La loi de finances du 29 décembre 1971 prévoit le transfert dans la voirie départementale de près de 53 000 kilomètres de routes nationales. Le but poursuivi est :
- d'obtenir une meilleure responsabilité entre l'État et les collectivités locales en fonction de l'intérêt économique des différents réseaux,
- de permettre à l'État de concentrer ses efforts sur les principales liaisons d'intérêt national,
- d'accroître les responsabilités des assemblées départementales dans le sens de la décentralisation souhaitée par le gouvernement,
- d'assurer une meilleure gestion et une meilleure programmation de l'ensemble des voies.

Le transfert s'est opéré par vagues et par l'intermédiaire de plusieurs décrets publiés au Journal officiel. Après concertation, la très grande majorité des départements a accepté le transfert qui s'est opéré dès 1972. En ce qui concerne le département des Pyrénées-Atlantiques, le transfert est acté avec un arrêté interministériel publié au Journal officiel le 31 décembre 1972.
Parmi les routes déclassées :
- la RN 134bis qui reliait Gan au col du Pourtalet, en passant par Laruns, a été déclassée en RD 934.
- la RN 618 qui reliait Bayonne à Argelès-sur-Mer, en passant par les cols pyrénéens, a été déclassée en RD 918.

Cette dernière est très connue pour ses cols, dont certains sont mythiques (col du Tourmalet, etc.). Elle possède deux annexes dans les Pyrénées-Atlantiques : la RN618a et la RN618b, actuelles RD 919 et RD 920.

### XXIesiècle

#### Réforme de 2005
Une nouvelle vague de transferts de routes nationales vers les départements intervient avec la loi du 13 août 2004 relative aux libertés et responsabilités locales, un des actes législatifs entrant dans le cadre des actes II de la décentralisation où un grand nombre de compétences de l'État ont été transférées aux collectivités locales. Dans le domaine des transports, certaines parties des routes nationales sont transférées aux départements et, pour une infime partie, aux communes (les routes n'assurant des liaisons d'intérêt départemental). 
Le décret en Conseil d’État définissant le domaine routier national prévoit ainsi que l’État conserve la propriété de 8 000 kilomètres d’autoroutes concédées et de 11 800 kilomètres de routes nationales et autoroutes non concédées et qu'il cède aux départements un réseau de 18 000 kilomètres. 
Dans le département des Pyrénées-Atlantiques, le transfert est décidé par arrêté préfectoral signé le 23 décembre 2005. 181 kilomètres de routes nationales sont déclassées. La longueur du réseau routier national dans le département passe ainsi de 269 kilomètres en 2004 à 92 en 2006 pendant que celle du réseau départemental s'accroît de 4 390 à 4 535 kilomètres. 
Les routes déclassées sont :
- la RN 263 reliait Bayonne à l'échangeur no 5 de l'A 63 ;
- la RN 417 reliait Pau à la RD 817, dans la commune de Lescar.
- la RN 10 qui reliait Paris à la frontière espagnole, en passant par le long de la Côte basque (Bayonne, Biarritz, Saint-Jean-de-Luz, Hendaye) et a été déclassée en RD 810 ;
- la RN 117 qui reliait Bayonne à Toulouse, en passant par Orthez, Pau, Soumoulou, a été déclassée en RD 817 ;

## Caractéristiques

### Consistance du réseau
Le réseau routier comprend cinq catégories de voies : les autoroutes et routes nationales appartenant au domaine public routier national et gérées par l'État, les routes départementales appartenant au domaine public routier départemental et gérées par les conseils généraux et les voies communales et chemins ruraux appartenant respectivement aux domaines public et privé des communes et gérées par les municipalités. Le linéaire de routes par catégories peut évoluer avec la création de routes nouvelles ou par transferts de domanialité entre catégories par classement ou déclassement, lorsque les fonctionnalités de la route ne correspondent plus à celle attendues d'une route de la catégorie dans laquelle elle est classée. Ces transferts peuvent aussi résulter d'une démarche globale de transfert de compétences d'une collectivité vers une autre.
Au 31 décembre 2011, la longueur totale du réseau routier du département des Pyrénées-Atlantiques est de 16 222 kilomètres, se répartissant en 181 kilomètres d'autoroutes, 88 kilomètres de routes nationales, 4 446 kilomètres de routes départementales et 11 507 kilomètres de voies communales. 
Il occupe ainsi le 10e rang au niveau national sur les 96 départements métropolitains quant à sa longueur et le 42e quant à sa densité avec 2,1 kilomètres par km2 de territoire.
Trois grandes réformes ont contribué à faire évoluer notablement cette répartition : 1930, 1972 et 2005.
L'évolution du réseau routier entre 2002 et 2017 est présentée dans le tableau ci-après.
|                        | 2002   | 2003   | 2004   | 2005   | 2006   | 2007   | 2008   | 2009   | 2010   | 2011   | 2012   | 2013   | 2014   | 2015   | 2016   | 2017   |
| ---------------------- | ------ | ------ | ------ | ------ | ------ | ------ | ------ | ------ | ------ | ------ | ------ | ------ | ------ | ------ | ------ | ------ |
| Autoroutes             | 147    | 147    | 148    | 147    | 147    | 148    | 148    | 148    | 180    | 181    | 181    | 181    | 181    | 181    | 192    | 192    |
| Routes nationales      | 265    | 268    | 269    | 88     | 92     | 88     | 88     | 88     | 88     | 88     | 84     | 88     | 88     | 88     | 88     | 88     |
| Routes départementales | 4 371  | 4 381  | 4 390  | 4 343  | 4 535  | 4 408  | 4 488  | 4 488  | 4 440  | 4 446  | 4 446  | 4 446  | 4 448  | 4 447  | 4 448  | 4 448  |
| Voies communales       | 10 290 | 10 340 | 10 382 | 10 394 | 10 501 | 10 803 | 10 803 | 11 275 | 11 507 | 11 507 | 11 591 | 11 657 | 11 657 | 11 865 | 11 998 | 12 008 |
| TOTAL                  | 15 073 | 15 136 | 15 189 | 14 972 | 15 275 | 15 447 | 15 527 | 15 999 | 16 215 | 16 222 | 16 302 | 16 372 | 16 374 | 16 581 | 16 726 | 16 736 |

Le réseau routier du département est en expansion. On peut citer l'autoroute A65 qui vient d'être mise en service, les nombreuses rocades qui vont ou qui sont en service (Bedous, Gan). Des améliorations sont en cours sur l'ouest du département avec la rénovation de l'A63. Le réseau vers l'Espagne c'est amélioré depuis 10 ans avec la création du tunnel du Somport ainsi que de l'amélioration de la route y menant même si certaines zones sont encore à moderniser avec les accidents de camions si produisant.
Le relief du département (notamment à l'ouest, l'océan Atlantique et au sud, les Pyrénées de plus en plus élevées à l'est) a joué un rôle très important dans la configuration du réseau. Les axes de communication se sont développés dans les vallées, notamment celles des gaves de Pau et d'Oloron, dans le piémont et en montagne.

### Autoroutes
- l'A63 relie Bordeaux à la frontière espagnole, en passant par le long de la Côte basque (Bayonne, Biarritz, Saint-Jean-de-Luz, Hendaye) ;
- l'A64 relie Toulouse à Briscous en passant par Pau, Lescar, Orthez, et jusqu'à l'A63 par la RD 1 (Bayonne-Briscous), une voie rapide qui doit être mise aux normes autoroutières ;
- l'A65 relie Bordeaux à Pau en passant par Garlin, Thèze.

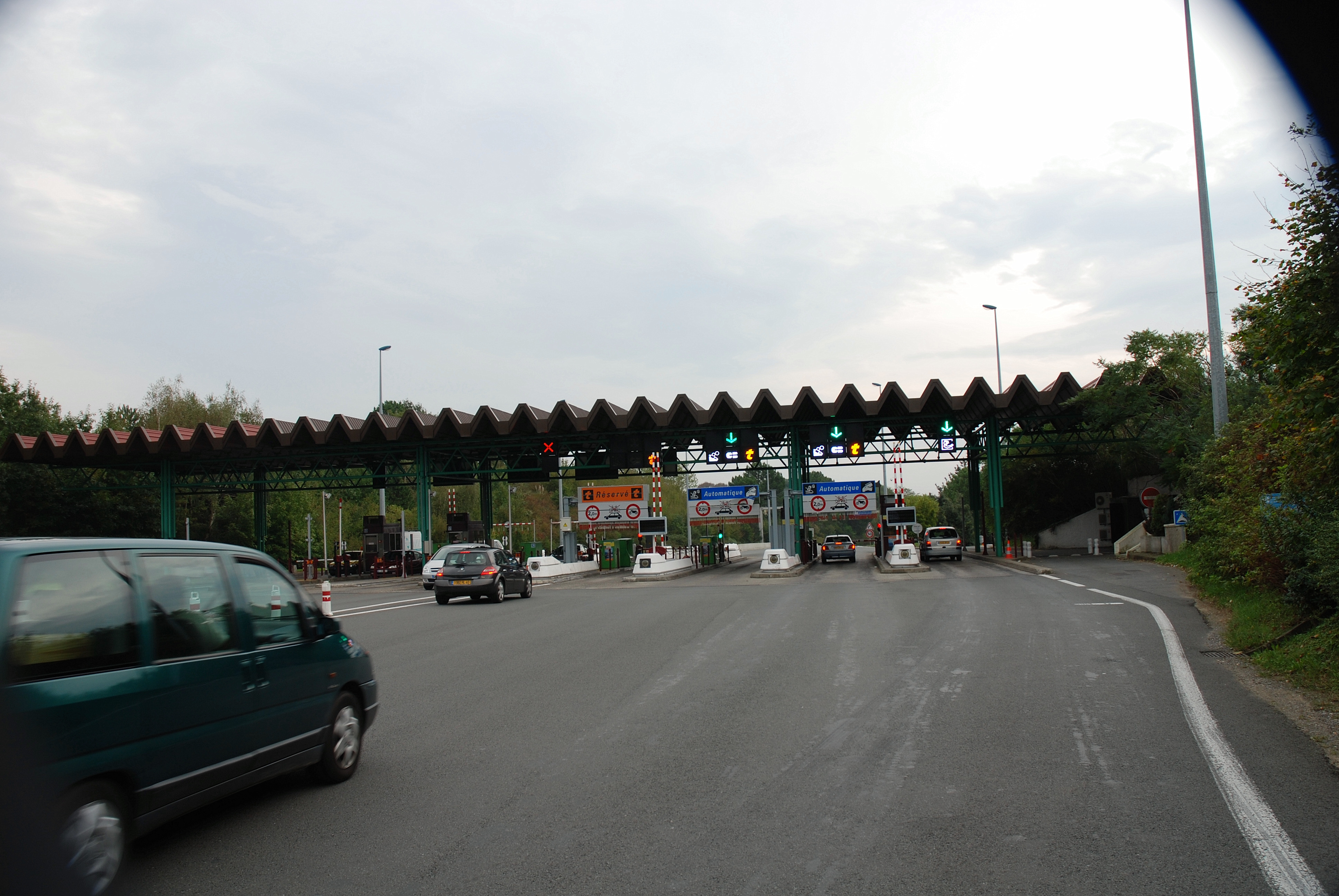
A63 - Biarritz
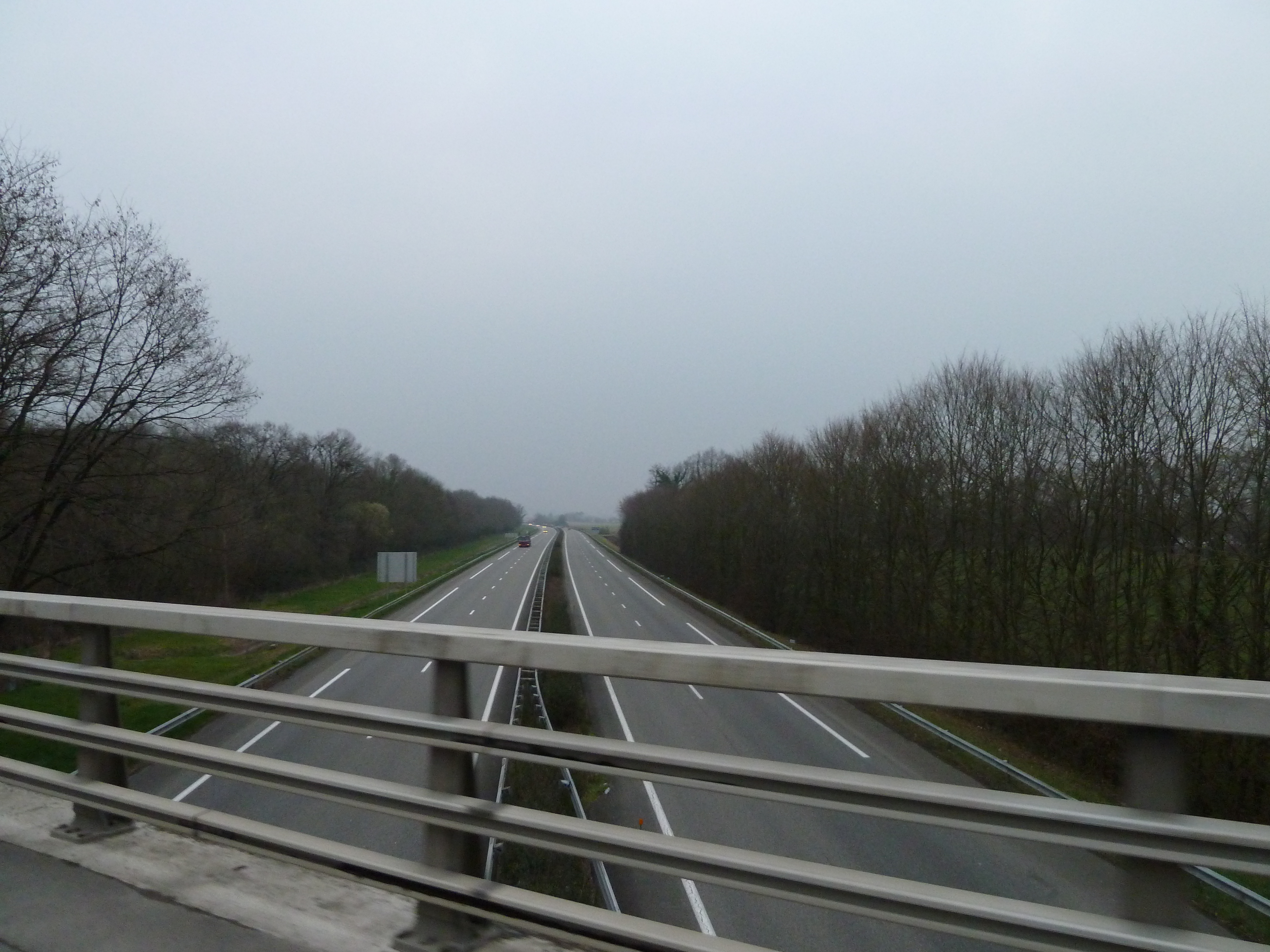
A64 - Morlaàs
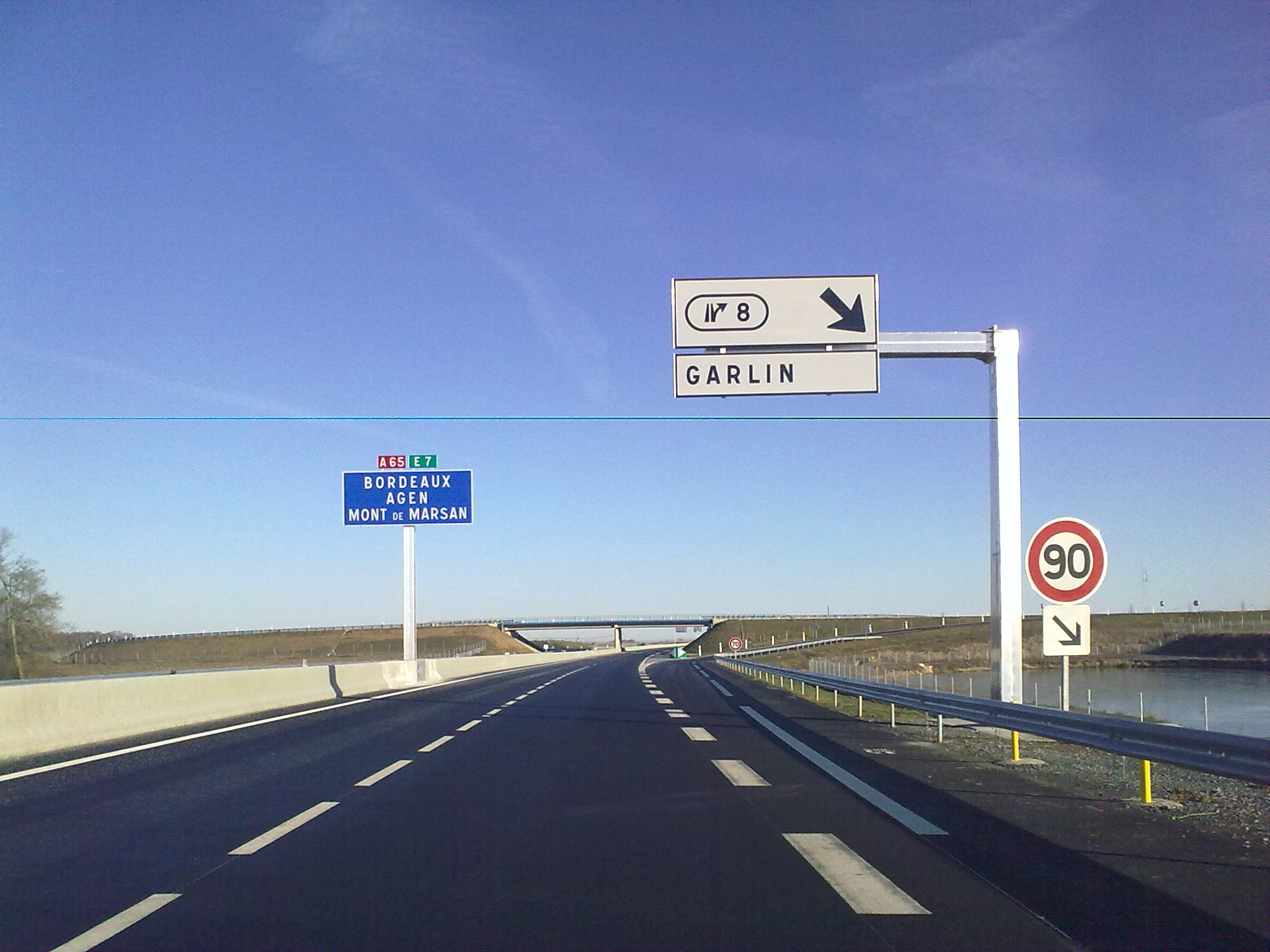
A65 - Garlin

### Routes nationales
Routes actuelles :
- la RN 134 relie Pau au col du Somport, en passant par Oloron-Sainte-Marie. La partie nord entre Saugnacq-et-Muret et Pau étant déclassée en RD 934 ;
- la RN 1134 qui relie la RN 134 à la frontière espagnole dans le Tunnel du Somport.

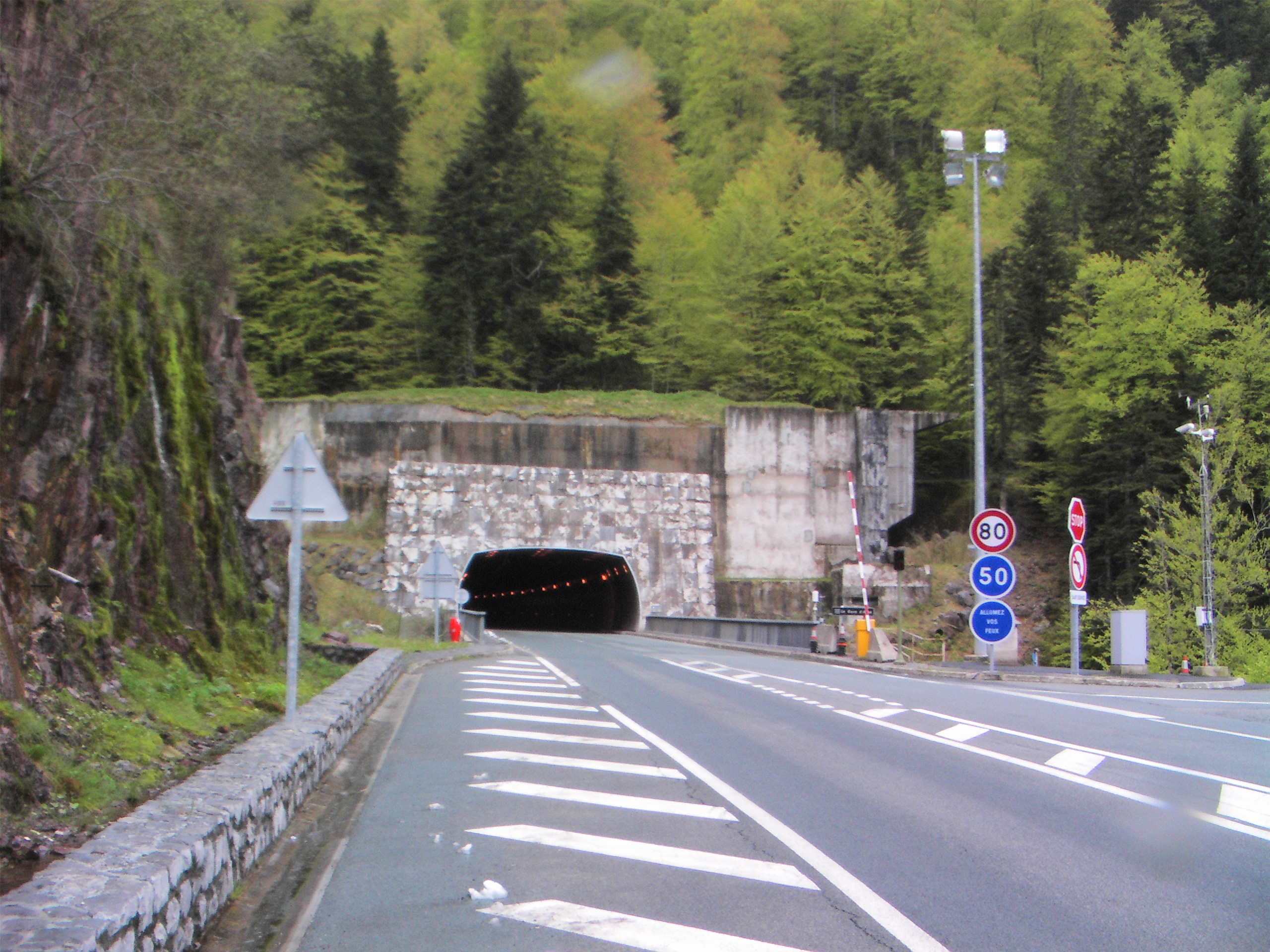
Fin de la RN 1134 à la frontière espagnole.
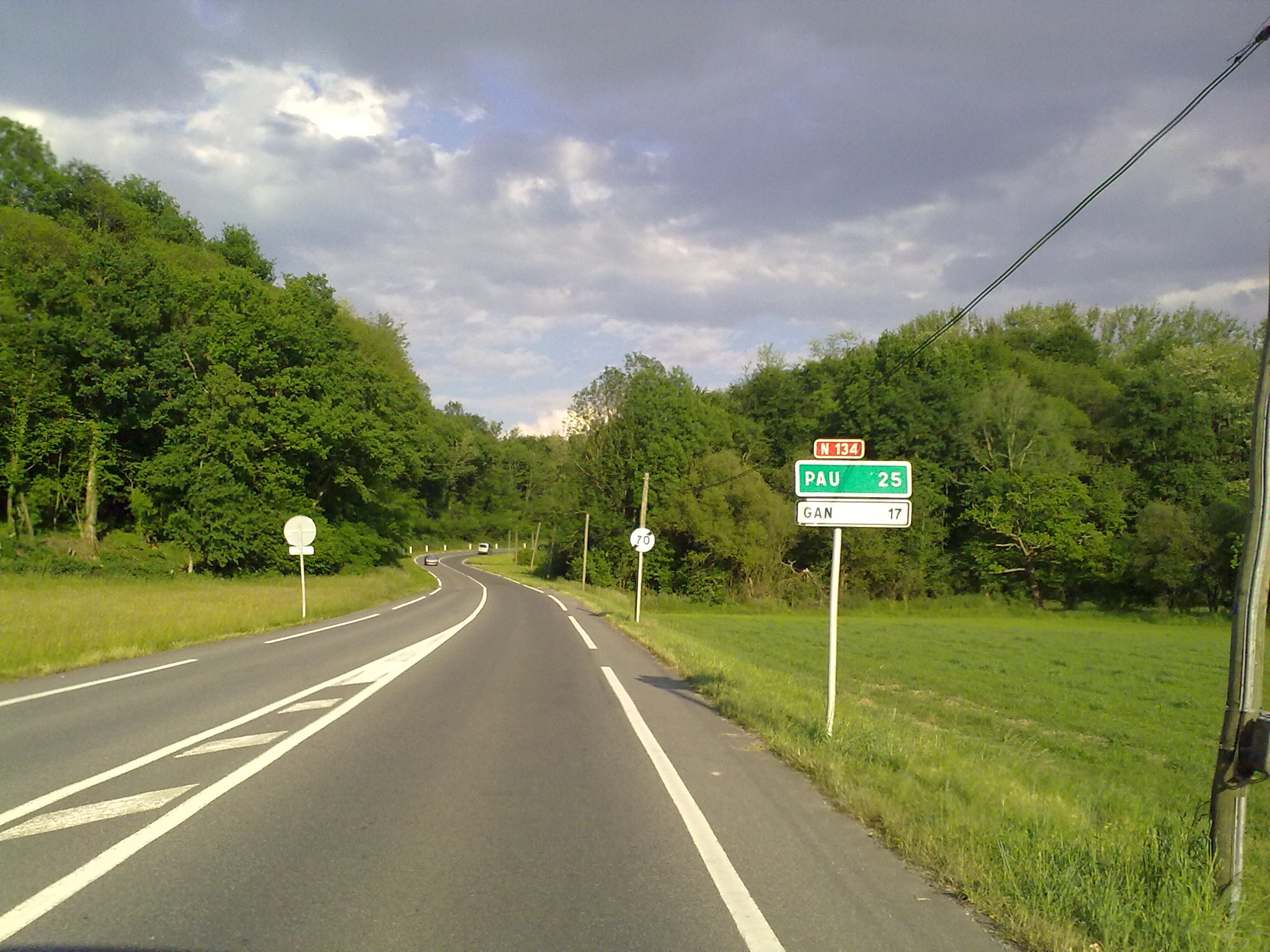
La R N134 au niveau de Herrère.

### Routes départementales
De nombreuses routes départementales sillonnent le département.